# Хорохорин
Хорохо́рин — село в Україні, у Торчинській селищній громаді Луцького району Волинської області. Населення становить 679 осіб.

## Пам'ятки археології
На північно-східній околиці села, в урочищі Олександрівка випадково знайдено великий нуклеус-гігантоліт пізнього палеолітичного періоду, а також відбивач і кремнієві скребки та відщепи.

## Історія
У 1906 році село Щуринської волості Луцького повіту Волинської губернії. Відстань від повітового міста 28 верст, від волості 15. Дворів 126, мешканців 916.
У 2015-2020 рр. в складі Смолигівської сільської територіальної громади.

## Економіка
300 га землі зайняті під полуницею. Обробляють її близько 400 людей. У сезон тут щодня збирають 100 тонн ягід. Оптові покупці їдуть сюди по ягоди зі всієї України.
Також у селі кожен другий займається вирощуванням пекінської капусти.

## Населення
Згідно з переписом УРСР 1989 року чисельність наявного населення села становила 679 осіб, з яких 298 чоловіків та 381 жінка.
За переписом населення України 2001 року в селі мешкало 666 осіб.

### Мова
Розподіл населення за рідною мовою за даними перепису 2001 року:
| Мова       | Відсоток |
| ---------- | -------- |
| українська | 98,65 %  |
| російська  | 1,35 %   |